# Dalibor Pavičić
Dalibor Pavičić je uspješni autor, gitarist i široj javnosti poznat kao frontman grupe The Bambi Molesters.
Većinski je autor skladbi koje izvode The Bambi Molesters, a sklada i za filmove, serije te druge produkcije, s bendom i samostalno. 
Osim brojnih korištenja u kratkim i dokumentarnim filmovima te reklamama, 
skladba Last Ride bila jednom od glazbenih tema poznate brazilske sapunice "Bang Bang", naravno, u izvedbi The Bambi Molesters (uz Lecuoninu Malagueñu koja je bila naslovna tema),
skladba C Alfa E koju je skladao zajedno s Dinkom Tomljanovićem korištena je u filmu "The Treat" Jonathana Gemsa, 
tri pjesme s prvog albuma bile su u slovenskom filmu "Barabe".
Radio je glazbu za film "Kad mobiteli utihnu" Branka Schmidta. 
Skladba Chaotica  je korištena u zaključnoj, 5.  sezoni megauspješne, američke TV serije "Breaking Bad".
Dobitnik je Zlatne Arene za filmsku glazbu 2002., skladajući za film "Prezimiti u Riju" čiji soundtrack je objavljen i na CD-u, a
osvojio je i nagradu "Milivoj Körbler" Hrvatskog društva skladatelja za autorsko stvaralaštvo u području popularne glazbe (2017.)
The Bambi Molesters su osnovani 1994., prvi album "Dumb Loud Hollow Twang", objavili su 1997. Godine. Cijeli album producirao je legendarni kalifornijski surf DJ, Phil Dirt.
U prosincu 2001. godine Bambi Molesters izdao svoj treći album “Sonic Bullets: 13 From the Hip” (Dancing Bear, WMA, Big Beat) na kojem sviraju i Peter Buck (REM), Scott McCaughey (Minus 5, Young Fresh Fellows, R.E.M.‘s touring band), The Walkabouts frontman Chris Eckman, američki kantautor Terry Lee Hale i Speedo Martinez. Album je dobio izvrsne kritike i u magazinu Mojo, Uncut magazin, Pitchforkmedia itd.
Nakon niza koncerata održanih svuda u svijetu, bend je otišao u studio kako bi snimili remake svog prvog albuma uz bonus pjesme. "Dumb Loud Hollow Twang - Deluxe" objavljen je u prosincu 2003. godine uz DVD s dokumentarcem, "The Bambi Molesters Backstage Pass" koji je prikazan i na ZagrebDoxu 2015. 2004. godine udružili su snage s frontmanom Walkaboutsa Chrisom Eckmanom i formirali band "Strange". Bend je radio s legendarnim Philom Brownom kao koproducentom što je rezultiralo albumom "Nights of Forgotten Films". 2009. godine snimili su nove pjesme za četvrti studijski album, "As the Dark Wave Swells". Album je objavljen početkom 2010. godine te je visoko cijenjen u domaćem i internacionalnom glazbenom tisku (Uncut, Q Magazine, Sunday Times, Sun).
Nakon brojnih koncerata izdaju live album "Night in Zagreb" u prosincu 2011. Godine, dvostruki CD i DVD s koncertnim filmom, u režiji Marca Littlera.
The Bambi Molesters su svojim instrumentalima postali zaštitno lice domaće, regionalne i svjetske surf scene. Karijeru koja traje 20 godina obilježila su četiri studijska albuma, dvostruki album uživo, jedan dokumentarni film, te jedan koncertni film pretočen na DVD, nekoliko nagrada što struke (7 Porina), što publike, pregršt kompilacija s njihovim instrumentalima koje su objavile razne etikete diljem svijeta, brojne suradnje s velikim i priznatim licima domaće i svjetske rock scene, kao što su The Cramps i R.E.M., recenzije u magazinima i dnevnim novinama poput Uncuta, Q-a, Sunday Timesa, The Suna, ugovori s kultnim underground etiketama kao i onaj s major labelom Warner Music, brojni koncerti uzduž i poprijeko Europe te turneja po Novom Zelandu.
Ljepotu, kvalitetu i posebnost njihovih melodija svojevremeno je prepoznao i John Peel, jedan od najcjenjenijih radijskih DJa, prezentera i glazbenih novinara, koji ih je ubacio na playlistu radija BBC 1 i tako ih lansirao u uši onih koji od glazbe traže nešto više. Vijesti s američkih i europskih radio postaja stižu i dalje na kojima su The Bambi Molesters sa svojim instrumentalima česti gosti.